# Shaye J. D. Cohen
Shaye J. D. Cohen (* 21. Oktober 1948) ist ein US-amerikanischer Hebraist, Historiker und Rabbiner. Er ist Littauer-Professor für hebräische Literatur und Philosophie in der Abteilung für Sprachen und Zivilisationen des Nahen Ostens an der Harvard University.

## Leben und Karriere
Cohen studierte an der Yeshiva University, am Jewish Theological Seminary und promovierte 1975 mit Auszeichnung in Alter Geschichte  an der Columbia University. Er ist ordinierter konservativer Rabbiner und war viele Jahre lang Dekan der Graduiertenschule und Shenkman-Professor für jüdische Geschichte am Jewish Theological Seminary in New York City. Bevor Cohen im Juli 2001 nach Harvard kam, war er zehn Jahre lang Samuel Ungerleider Professor für Judaistik und Professor für Religionswissenschaften an der Brown University. Cohen hat für seine Arbeit mehrere Auszeichnungen erhalten, darunter die Ehrendoktorwürde des Jewish Theological Seminary.

## Forschungsschwerpunkte
Cohens Forschungsschwerpunkt ist die Beziehung des antiken Judentums zu seinem kulturellen und religiösen Umfeld, insbesondere zu Hellenismus und Christentum.

## Schriften (Auswahl)
- Josephus in Galilee and Rome: His Vita and Development As a Historian, Brill Academic Publishers, 2002.
- From the Maccabees to the Mishnah, Westminster 1988.
- The Beginnings of Jewishness: Boundaries, Varieties, Uncertainties, University of California Press, 2001.
- Why Aren't Jewish Women Circumcised?: Gender and Covenant in Judaism, University of California Press, 2005.
- The Significance of Yavneh and Other Essays in Jewish Hellenism, Mohr Siebeck, 2010.

## Auszeichnungen (Auswahl)
- 2006: National Jewish Book Award für Women's Studies category for Why Aren't Jewish Women Circumcised?: Gender and Covenant in Judaism[1]